# Caenocryptus canaliculatus
Caenocryptus canaliculatus är en stekelart som beskrevs av Setsuya Momoi 1968. Caenocryptus canaliculatus ingår i släktet Caenocryptus och familjen brokparasitsteklar. Inga underarter finns listade.